# Axinella vellerea
Axinella vellerea är en svampdjursart som beskrevs av Topsent 1904. Axinella vellerea ingår i släktet Axinella och familjen Axinellidae. Inga underarter finns listade i Catalogue of Life.